# Belleair Bluffs
Belleair Bluffs est une ville américaine située dans le comté de Pinellas en Floride.

## Démographie
| 1970  | 1980  | 1990  | 2000  | 2010  | - |
| ----- | ----- | ----- | ----- | ----- | - |
| 1 910 | 2 522 | 2 128 | 2 243 | 2 031 | - |

Selon le recensement de 2010, Belleair Bluffs compte 2 031 habitants. La municipalité s'étend sur 0,62 milles carrés (1,61 km2), dont 0,45 milles carrés (1,17 km2) de terres.